# اجديات أولاد علال (بني منصور الشمالبة)
اجديات أولاد علال هو دُوَّار يقع بجماعة أولاد بوغادي، إقليم خريبكة، جهة بني ملال خنيفرة في المملكة المغربية. ينتمي الدوّار لمشيخة بني منصور الشمالبة التي تضم 4 دواوير. يقدر عدد سكانه بـ 456 نسمة حسب الإحصاء الرسمي للسكان والسكنى لسنة 2004.

## روابط خارجية
- البوابة الوطنية للجماعات الترابية
- المندوبية السامية للتخطيط